# ديفيد تشادويك (كاتب)
ديفيد تشادويك (بالإنجليزية: David Chadwick)‏ هو كاتب أمريكي، ولد في 1945.

## وصلات خارجية
- الموقع الرسمي